# 谷内村 (岩手県)
谷内村（たにないむら）は、昭和29年（1954年）まで岩手県和賀郡にあった村。現在の花巻市東和町谷内・東和町砂子・東和町小友・東和町小原・東和町倉沢・東和町鷹巣堂・東和町田瀬・東和町舘迫・東和町町井にあたる。

## 沿革
- 明治22年（1889年）4月1日 - 町村制施行にともない、谷内村・砂子村・小友村・小原村・倉沢村・鷹巣堂村・田瀬村・舘迫村・晴山舘迫村・町井村の計10か村が合併して新制の東和賀郡谷内村が発足。
- 1897年（明治30年）4月1日 - 郡の統合により東和賀郡と西和賀郡が合併し、和賀郡が復活[1]。和賀郡谷内村となる。
- 昭和30年（1955年）1月1日 - 土沢町、小山田村、中内村と合併し、東和町となる。

## 行政
- 歴代村長

| 代     | 氏名       | 就任                       | 退任                       | 備考 |
| ------ | ---------- | -------------------------- | -------------------------- | ---- |
| 1      | 蟹沢久平   | 明治22年（1889年）         | 明治24年（1891年）         |      |
| 2      | 小原廉八郎 | 明治24年（1891年）         | 明治27年（1894年）         |      |
| 3      | 藤井久兵衛 | 明治27年（1894年）         | 明治31年（1898年）         |      |
| 4      | 菅谷勇蔵   | 明治31年（1898年）         | 明治35年（1902年）         |      |
| 5〜6   | 蟹沢久平   | 明治41年（1908年）12月10日 | 大正3年（1914年）11月21日  | 再任 |
| 7      | 菅谷雄二狼 | 大正4年（1915年）1月11日   | 大正7年（1918年）11月11日  |      |
| 8      | 多喜乃実臣 | 大正7年（1918年）11月12日  | 大正11年（1922年）7月15日  |      |
| 9      | 蟹沢喜三郎 | 大正11年（1922年）8月1日   | 大正15年（1926年）7月31日  |      |
| 10     | 梅木三蔵   | 大正15年（1926年）8月6日   | 昭和5年（1930年）3月18日   |      |
| 11〜13 | 小原実道   | 昭和5年（1930年）7月20日   | 昭和17年（1942年）7月19日  |      |
| 14     | 蟹沢久穆   | 昭和17年（1942年）11月21日 | 昭和21年（1946年）11月20日 |      |
| 15     | 菅雄一     | 昭和22年（1947年）4月8日   | 昭和26年（1951年）4月7日   |      |
| 16     | 菅野龍策   | 昭和27年（1952年）4月23日  | 昭和29年（1954年）12月31日 |      |